# Haemaphysalis davisi
Haemaphysalis davisi este o specie de căpușe din genul Haemaphysalis, familia Ixodidae, descrisă de Hoogstraal, Dhanda ug Bhat în anul 1970. Conform Catalogue of Life specia Haemaphysalis davisi nu are subspecii cunoscute.